# 王禎 (明朝)
王禎，字邦興，陝西承宣布政使司西安府乾州（今陝西省乾縣）人，明朝政治人物、同進士出身。

## 生平
嘉靖五年，登進士，次年授行人司行人。嘉靖九年，授兵科給事中，嘉靖十三年，升兵科右給事中，次年改左，同年升吏科都給事中。嘉靖十五年，授順天府府丞。嘉靖二十年，授南京太僕寺卿。兩年后，改光祿寺卿。嘉靖二十三年，授都察院右僉都御史，巡撫順天府等地方。